# Marktmonetarismus
Der Marktmonetarismus ist eine Schule des makroökonomischen Denkens, die sich dafür einsetzt, dass Zentralbanken anstelle von Inflation das nominale Bruttoinlandsprodukt (in der Literatur auch nominal gross domestic product, NGDP) als geldpolitischen Zielwert verwenden. Im Gegensatz zu traditionellen Monetaristen glauben Marktmonetaristen nicht, dass Geldmengenaggregate oder Rohstoffpreise wie Gold der optimale Orientierungswert für geldpolitische Maßnahmen sind. Marktmonetaristen lehnen auch den neukeynesianischen Fokus auf den Leitzins als primäres Instrument der Geldpolitik ab.
Marktmonetaristen bevorzugen ein Nominaleinkommensziel aufgrund ihrer doppelten Überzeugung, dass rationale Erwartungen für die Politik entscheidend sind und dass die Märkte sofort auf Veränderungen ihrer Erwartungen an die zukünftige Politik reagieren (Markteffizienzhypothese), ohne die von Milton Friedman postulierten „langen und variablen Verzögerungen“.

## Geschichte
Der Begriff „Marktmonetarismus“ wurde im August 2011 vom dänischen Ökonomen Lars Christensen geprägt und schnell von prominenten Ökonomen übernommen, die ein Nominaleinkommensziel für die Geldpolitik befürworteten. Scott Sumner, ein Ökonom der George Mason University (zuvor: Bentley University) und ein Verfechter eines nominalen Einkommensziels, hat im September 2011 die Bezeichnung des Marktmonetaristen übernommen. Sumner gilt als graue Eminenz des Marktmonetarismus. Neben Scott Sumner und Lars Christensen haben sich insbesondere die Ökonomen Nick Rowe, David Beckworth, Joshua Hendrickson, Bill Woolsey und Robert Hetzel „maßgeblich an der Bildung der Ansichten des Marktmonetarismus“ beteiligt. Yue Chim Richard Wong, Professor für Volkswirtschaftslehre an der Universität Hongkong, beschreibt marktmonetaristische Ökonomen als „relativ jung im Wirtschaftsberuf und [...] konzentriert an den Universitäten“. Laut The Economist hat Sumners Blog „gleichgesinnte Ökonomen zusammengebracht, viele von ihnen an kleinen Schulen, die etwas abseits vom Zentrum des Wirtschaftsuniversums liegen“; daher betrachtet Christensen den Marktmonetarismus als die erste in der Blogosphäre geborene wirtschaftliche Denkschule.
Obwohl er Milton Friedmans Vorstellung von langen und variablen Verzögerungen bei den Auswirkungen der Geldpolitik ablehnt, ist der Marktmonetarismus typischerweise mit Friedmans Denken verbunden, insbesondere in Bezug auf die Geschichte der Weltwirtschaftskrise. Ambrose Evans-Pritchard hat festgestellt, dass Christensen, der den Namen „Marktmonetarismus“ geprägt hat, ein Buch über Friedman geschrieben hat. Evans-Pritchard beschrieb die Schule als „nicht keynesianisch“. Sie sind inspiriert von den Zwischenkriegsökonomen Ralph Hawtrey und dem Schweden Gustav Cassel sowie dem monetaristischen Guru Milton Friedman.“ Evans-Pritchard verfolgt die Idee des Nominaleinkommens auf Irving Fishers Vorschlag für einen „kompensierten Dollar-Plan”.
Bruce Bartlett, ehemaliger Berater von US-Präsident Ronald Reagan und Finanzminister unter Präsident George H. W. Bush, bemerkte erstmals 2010 die Entstehung von Scott Sumner und die Bewegung der wirtschaftlichen Debatten in die Blogosphäre. The Economist befasste sich 2011 in einem Leitartikel mit dem Marktmonetarismus und beschreibt, dass sich auch weitere einflussreiche Ökonomen, wie Tyler Cowen, Professor für Wirtschaftswissenschaften an der George Mason University, und Nobelpreisträger Paul Krugman, mit dem Thema befassen.
In Stellungnahmen wurden die Empfehlung des Marktmonetarismus, das nominale Einkommensziel zu verwenden, auch von größeren Finanzinstituten wie Goldman Sachs und Northern Trust als wünschenswert dargestellt. Die in den damaligen Jahren als eher langsam wahrgenommene Erholung des Wirtschaftswachstums in den Vereinigten Staaten mache eine Überprüfung der Strategien des Federal Reserve Board erforderlich. Später im Jahr 2011 unterstützte Paul Krugman öffentlich marktmonetaristische Politikempfehlungen und schlug „einen Wechsel des Fed-Regimes“ hin zu „erwartungsbasierter Geldpolitik“ vor und lobte den Marktmonetarismus für seine Fokussierung auf das nominale BIP. Krugman verwendete in seinem weit verbreiteten Blog den Begriff „Marktmonetarismus“. Im vierten Quartal 2011 veröffentlichte das Milken Institute eine Studie von Clark Johnson, die sich für marktmonetaristische Ansätze einsetzt. Ende Oktober 2011 forderte die ehemalige Vorsitzende des Council of Economic Advisers, Christina D. Romer, in einem Leitartikel der New York Times  den Vorsitzenden der Federal Reserve, Ben Bernanke, auf, das nominale BIP als Zielwert der Geldpolitik zu verwenden.
Im November 2011 hielt Bernanke eine Pressekonferenz ab, in der er mitteilte, dass der Gouverneursrat der Federal Reserve die Idee eines nominalen Einkommensziels diskutiert hatte und erwäge, das nominale BIP in seine Liste der wichtigen Wirtschaftsindikatoren aufzunehmen. Der Vorstand entschied sich jedoch dagegen, die Geldpolitik vollständig auf ein nominelles Einkommensziel zu ändern, denn, so The Economist, „der Wechsel zu einem neuen Zielkonzept könnte das Risiko bergen, die längerfristigen Inflationserwartungen zu enttäuschen“. Wenn die Zentralbank erlaube, dass Inflation beispielsweise auf 5 % ansteigen könne, würden Arbeitnehmer möglicherweise ihre Inflationserwartungen anpassen und entsprechende Lohnsteigerungen fordern und somit eine Selbsterfüllende Prophezeiung entstehen. Die Zentralbank müsste dann das Wachstum drastisch einschränken, um ihrer neuen Geldpolitik Glaubwürdigkeit zu verleihen; die Kosten für einen derartigen Nachweis ihrer Glaubwürdigkeit könnten jedoch die Vorteile der neuen Geldpolitik übertreffen.“
Im Dezember 2012 schlug Mark Carney, Gouverneur der Bank of Canada und später Gouverneur der Bank of England, die Einführung eines nominalen Einkommensziels (nominal GDP level targeting) vor. Dies habe den Vorteil, dass man in schlechten Zeiten darauf vertrauen könnte, dass die Zinsen lange genug niedrig bleiben, obwohl die Inflation das alte Ziel übersteigen würde. In der Folge wäre Geldpolitik auch bei niedrigen Zinssätzen effektiver.
Laut Carney ist das nominale Einkommensniveau anderen geldpolitischen Zielwerten wie der Inflationsrate und der Arbeitslosenquote in vielerlei Hinsicht überlegen. Eine entsprechende geldpolitische Strategie erlaube es Zentralbanken, frühere geldpolitische Fehler beheben. Die Geldpolitik würde zudem glaubwürdiger und verständlicher macht.
Im Februar 2018 sagte die ehemalige Vorsitzende des Federal Reserve Boards, Janet Yellen, dass die Verwendung des nominalen BIP als Zielwert „interessante Vorteile“ im Vergleich zum üblicherweise von Zentralbanken verwendeten Inflationsindikator habe.
Auch in der europäischen und deutschen wirtschaftspolitischen Debatte fanden die Ideen der Marktmonetaristen im Zuge der Finanz- und Wirtschaftskrise Verbreitung. So fordern einige Ökonomen, dass sich die Europäische Zentralbank in ihrer Geldpolitik am nominalen BIP als Zielwert orientiert.

## Regelbasierte Richtlinien
Marktmonetaristen unterstützen im Allgemeinen eine „regelbasierte“ Politik, die ihrer Meinung nach die wirtschaftliche Stabilität erhöhen würde. Insbesondere kritisieren sie einige Instrumente der Geldpolitik, wie z. B. die quantitative Lockerung, weil sie zu diskretionär (also nicht regelbasiert) seien. Marktmonetaristen plädieren dafür, dass sich die Zentralbank eindeutig und verbindlich einem nominalen Einkommensziel (z. B. 5–6 Prozent jährliches nominales BIP-Wachstum in normalen Zeiten) verpflichtet und dass die Zentralbank ihre Politikinstrumente nutzt, um das nominale BIP anzupassen, bis die NGDP-Prognosemärkte vorhersagen, dass dieses Ziel erreicht wird.
Alternativ könnte die Zentralbank die Märkte die Arbeit übernehmen lassen. Die Bank würde anbieten, NGDP-Terminkontrakte zu einem Preis zu kaufen und zu verkaufen, der sich zum gleichen Kurs wie das nominale Einkommensziel ändern würde. Investoren hätten einen Anreiz die NGDP-Terminkontrakte zu handeln, solange sie Gewinnmöglichkeiten aus dem Wachstum des nominalen Einkommens über (oder unter) dem Ziel sehen. Die Geldmenge und die Zinssätze würden sich an dem Punkt orientieren, an dem die Märkte erwarteten, dass das nominale Einkommensziel erreicht wird. Diese „Offenmarktpolitik“ würde automatisch die Geldmenge straffen oder lockern und die Zinssätze entsprechend erhöhen oder senken. Die Rolle der Zentralbank wäre somit rein passiv, indem sie die Verträge kauft oder verkauft. Dies würde die Maßnahmen wie die direkte Beeinflussung von Leitzinsen, quantitative Lockerung usw. zur geldpolitischen Intervention teilweise oder vollständig ersetzen.
Brad DeLong lehnt diesen Ansatz ab und schreibt: „Die Federal Reserve würde dann wirklich der Kreditgeber nicht nur der letzten, sondern auch der ersten Wahl werden.“ Bill Woolsey bietet mehrere Alternativen für die Struktur eines NGDPTPrognosemarktes an. Er schlägt vor, dass die Fed einen Festpreis für den Terminmarkt beibehält und jede daraus resultierende Short- oder Long-Position absichert, indem sie OMOs durchführt, um ihre Nettoposition anzupassen. Zudem stünden zur Absicherung andere traditionelle Techniken, wie beispielsweise Änderungen an den Reserveanforderungen für Banken, bereit.

## Nominaleinkommensziel
Marktmonetaristen behaupten, dass ein Nominaleinkommensziel eine optimale Geldpolitik ermöglicht. Marktmonetaristen sind skeptisch, dass die derzeit üblicherweise verwendeten Zinssätze oder Geldmengenaggregate gute Indikatoren für die Geldpolitik sind und schauen daher auf die Märkte, um die Geldnachfrage zu ermitteln. Ähnlich wie Milton Friedman, einem der Begründer der monetaristischen Marktansicht, werden niedrige Zinssätze als Indikatoren für eine in der Vergangenheit zu niedrige Geldmenge gesehen, die jedoch für sich genommen keine Information über die aktuell optimale Geldpolitik enthielten. Was die Geldmengenaggregate betrifft, so glauben sie, dass die Geschwindigkeit zu volatil ist, um ein einfaches Wachstum des Basisgelds zu ermöglichen, um der Marktnachfrage nach Geld angemessen Rechnung zu tragen. Im Gegensatz dazu gleicht ein Nominaleinkommensziel Geschwindigkeitsschwankungen aus, indem es sicherstellt, dass die Geldpolitik locker oder eng genug ist, um das Ziel zu erreichen. Bei diesem Ansatz bleiben die Zinssätze vom Markt zu bestimmen, während gleichzeitig Inflationsbedenken Rechnung getragen wird, da das nominale BIP auch nicht schneller als das angegebene Niveau wachsen darf.
Marktmonetaristen behaupten, dass die US-Notenbank, indem sie das nominale Einkommen nicht beachtet, die US-Wirtschaft in der Vergangenheit tatsächlich destabilisiert hat; das nominale BIP fiel während der Rezession 2008 um 11 % unter den Trend und ist seitdem dort geblieben. Marktmonetaristen glauben, dass die Geldpolitik durch die explizite Befolgung eines nominalen Einkommensziels äußerst effektiv wäre, um aggregierte Nachfrageschocks zu bekämpfen. The Economist fasst diese Sichtweise wie folgt zusammen: „Wenn die Menschen erwarten, dass die Zentralbank die Ausgaben auf einen Wachstumspfad von 5 % zurückführt, wird dieser Glaube selbst dabei helfen, sie dorthin zu bringen. Unternehmen werden einstellen, mit der Zuversicht, dass ihre Einnahmen steigen werden; die Menschen werden ihre Brieftaschen öffnen, um ihre Arbeitsplätze zu behalten. Diejenigen, die Bargeld horten, werden es ausgeben oder investieren, weil sie wissen, dass entweder die Produktion oder die Preise in Zukunft höher sein werden.“

## Liquiditätsfalle
Marktmonetaristen lehnen die herkömmliche Weisheit ab, dass die Geldpolitik weitgehend unwirksam ist, wenn eine Volkswirtschaft in einer Liquiditätsfalle steckt (wenn die kurzfristigen Zinssätze sich dem Nullpunkt nähern), und argumentieren stattdessen, dass Liquiditätsfallen eher mit einem niedrigen nominalen Einkommenswachstum als mit einer niedrigen Inflation verbunden sind. Marktmonetaristen behaupten, dass geldpolitische Maßnahmen wie die quantitative Lockerung, die Veränderung von Leitzinsen auf überschüssige Bankreserven anstelle von Zinszahlungen und die öffentliche Verpflichtung der Zentralbank zu nominalen Einkommenszielen einen Ausweg aus der Liquiditätsfalle bieten können. Die Zinssätze erreichten in Japan Null, nicht aber in China, obwohl beide Länder von leichter Deflation betroffen waren. Das nominale Einkommenswachstum (Japans Wachstum ist seit 1993 gegen Null, während Chinas Wachstum selbst in der ostasiatischen Finanzkrise Ende der 1990er Jahre nicht unter die 5 % bis 10-%-Marke fiel) wird daher aus Sicht der Marktmonetaristen als die geeigneterer Orientierungswert als Inflations- bzw. Deflationsrate angesehen.
Marktmonetaristen haben argumentiert, dass unkonventionelle Methoden der Geldpolitik erfolgreich sein können. The Economist beschreibt den monetaristischen Marktansatz als potenziell „‚heroische‘ Käufe von Vermögenswerten, in größerem Umfang als alles, was bisher von der Fed oder der Bank of England versucht wurde“. Es wird jedoch postuliert, dass „sich die Menschen auch dann noch weigern könnten, das neu geprägte Geld auszugeben, oder die Banken könnten sich auch weigern, es auszuleihen“. Einige Marktmonetaristen wie Bill Woolsey haben vorgeschlagen, dass „die Fed eine Gebühr auf die Bankreserven erheben könnte, so dass die Banken die Einlagen ihrer Kunden mit einem negativen Zinssatz belasten könnten. Das könnte zum einen lediglich dazu führen, dass sich Sockenschubladen mit Geld zu füllen, dass die Leute von ihren Konten nehmen. Aber letztendlich könnten sie es auch ausgeben und investierten, was zu steigenden Preisen und – mit Glück – zu steigender Produktion führen würde.“